# Lista de países por população budista

Porcentagem de budistas por país, de acordo com o Pew Research Center.

O número de praticantes do Budismo por país é difícil de precisar e depende do critério utilizado para se definir um budista. Praticantes das religiões do Oriente como budismo, animismo, religião tradicional chinesa, confucionismo, xintoísmo e taoismo geralmente compõem suas crenças através da mistura de diversas ideias religiosas. Enquanto uma proporção pequena da população adota o recurso formal do refúgio, muitos praticam um budismo informal ou misturado com outras religiões. Isto é particularmente verdadeiro no caso da Ásia Oriental, onde o budismo tem sido amplamente praticado junto com o taoismo ou com o confucionismo num arranjo normalmente chamado de "religião tripla" ou "grande religião".
A maioria dos praticantes do budismo não pertencem a congregações estruturadas ou praticam a religião publicamente, tornando difícil precisar o número de budistas existentes no mundo. Algumas estimativas falam em 520 milhões de budistas . Outra dificuldade em precisar o número de budistas consiste do fato de que muitos governos locais são hostis às religiões em geral ou especificamente ao budismo, resultando em estimativas oficiais que podem drasticamente subestimar o número de religiosos nesses países. Este fenômeno é um fator que dificulta a coleta de dados em países como a República Popular da China e a Coreia do Norte. Políticas oficias similares, aliadas às deficiências de infraestrutura, tornam os dados censitários do Laos e do Vietnã difíceis de serem avaliados.

## Por país
| Região           | País                   | População 2017 | % de budistas                                                      | Total de budistas                                         |
| ---------------- | ---------------------- | -------------- | ------------------------------------------------------------------ | --------------------------------------------------------- |
| Ásia Central     | Afeganistão            | 31.889.923     | 0,2%                                                               | 63.780                                                    |
| América do Sul   | Argentina              | 40.301.927     | 0,1%                                                               | 44,83%                                                    |
| Caribe           | Aruba                  | 100.018        | 1,2% (aprox.)                                                      | 1.200                                                     |
| Oceania          | Austrália              | 20.434.176     | 2,1%                                                               | 429.119                                                   |
| Europa Central   | Áustria                | 8.199.783      | 0,130% [carece de fontes?]                                         | 10.660                                                    |
| Oriente Médio    | Bahrain                | 708.573        | 1%                                                                 | 7.086                                                     |
| Sul da Ásia      | Bangladesh             | 150.448.339    | 0,7%                                                               | 1.053.138                                                 |
| Europa Ocidental | Bélgica                | 10.392.226     | 0,29%                                                              | 31.177                                                    |
| América Central  | Belize                 | 294.385        | 0,35%                                                              | 1.030                                                     |
| Sul da Ásia      | Butão                  | 2.327.849      | 66% - 75% - 94%                                                    | 1.536.380 - 1.745.888 - 2.141.622                         |
| América do Sul   | Bolívia                | 9.119.152      | 0,26%                                                              | 23.710                                                    |
| Balcãs           | Bósnia e Herzegovina   | 4.552.198      | 0,01%[carece de fontes?]                                           | 455                                                       |
| América do Sul   | Brasil                 | 190.010.647    | 0,130%                                                             | 247.014                                                   |
| Sudeste Asiático | Brunei                 | 374.577        | 9,09%                                                              | 29.822                                                    |
| Europa Oriental  | Bulgária               | 7.322.858      | 0,015% (aprox.)                                                    | 1.098                                                     |
| Sudeste Asiático | Burma                  | 55.400.000     | 90%                                                                | 42.636.562 - 48.019.200                                   |
| Sudeste Asiático | Camboja                | 14.805.358     | 96,4%                                                              | 14.272.365                                                |
| América do Norte | Canadá                 | 33.390.141     | 1,0                                                                | 300.345                                                   |
| América do Sul   | Chile                  | 16.284.741     | 0,04%                                                              | 6.514                                                     |
| Ásia Oriental    | China                  | 1.321.851.888  | 8% - 21% - +80% - 91%                                              | 105.748.151 - 277.588.896 - 1.057.481.510 - 1.202.885.218 |
| América do Sul   | Colômbia               | 44.379.598     | 0,01%                                                              | 4.438                                                     |
| América Central  | Costa Rica             | 4.133.884      | 2,34%                                                              | 96.733                                                    |
| África Ocidental | Costa do Marfim        | 18.013.409     | 0,06%                                                              | 10.808                                                    |
| Balcãs           | Croácia                | 4.493.312      | 0,03%                                                              | 1.348                                                     |
| Caribe           | Cuba                   | 11.394.043     | 0,25%                                                              | 28.485                                                    |
| Oriente Médio    | Chipre                 | 788.457        | 1%                                                                 | 7.885                                                     |
| Europa Central   | República Tcheca       | 10.228.744     | 0,5%                                                               | 51.144                                                    |
| Europa Ocidental | Dinamarca              | 5.468.120      | >0.5%                                                              | 20.000-25.000                                             |
| Caribe           | Dominica               | 72.386         | 0,25%                                                              | 181                                                       |
| Caribe           | República Dominicana   | 9.365.818      | 0,1%                                                               | 9.366                                                     |
| Sudeste Asiático | Timor-Leste            | 1.084.971      | 0,1% (aprox.)                                                      | 1.085                                                     |
| América do Sul   | Equador                | 13.755.680     | 0,2%                                                               | 27.511                                                    |
| América Central  | El Salvador            | 6.948.073      | 0,03%                                                              | 2.084                                                     |
| África Oriental  | Eritreia               | 4.906.585      | 0,1%                                                               | 4.907                                                     |
| Europa Oriental  | Estônia                | 1.315.912      | 0,4%                                                               | 5.264                                                     |
| Oceania          | Fiji                   | 918.675        | 1%                                                                 | 9.187                                                     |
| Europa Ocidental | Finlândia              | 5.238.460      | 0,1%                                                               | 5.238                                                     |
| Europa Ocidental | França                 | 63.718.187     | 1,2%                                                               | 764.618                                                   |
| América do Sul   | Guiana Francesa        | 203.321        | 4%                                                                 | 8.132                                                     |
| Oceania          | Polinésia Francesa     | 278.963        | 7,5%                                                               | 20.922                                                    |
| Cáucaso          | Geórgia                | 4.646.003      | 0.1% (aprox.)                                                      | 4.646                                                     |
| Europa Ocidental | Alemanha               | 82.400.996     | 1%                                                                 | 824.001                                                   |
| África Ocidental | Gana                   | 22.931.299     | 0,05%                                                              | 11.466                                                    |
| Balcãs           | Grécia                 | 10.706.290     | 0,1% (aprox.)                                                      | 10.706                                                    |
| América Central  | Guatemala              | 12.728.111     | 0,1%                                                               | 12.728                                                    |
| África Ocidental | Guiné                  | 9.947.814      | 0,1% (aprox.)                                                      | 9.948                                                     |
| América do Sul   | Guiana                 | 769,095        | 0,25%                                                              | 1.923                                                     |
| América Central  | Honduras               | 7.483.763      | 0,1%                                                               | 7.484                                                     |
| Ásia Oriental    | Hong Kong              | 6.980.412      | 10,1% - 92%                                                        | 705.022 - 6.421.980                                       |
| Europa Oriental  | Hungria                | 9.956.108      | 0,05%                                                              | 5.223                                                     |
| Europa Ocidental | Islândia               | 301.931        | 0,15%                                                              | 453                                                       |
| Sul da Ásia      | Índia                  | 1.129.866.154  | 0,8% - 3,25%                                                       | 12.248.969 - 37.913.134                                   |
| Sudeste Asiático | Indonésia              | 234.693.997    | 1%                                                                 | 2.346.940                                                 |
| Oriente Médio    | Irã                    | 72.212.000     | —                                                                  | —                                                         |
| Europa Ocidental | Irlanda                | 4.109.086      | 0,2%                                                               | 8.218                                                     |
| Oriente Médio    | Israel                 | 6.426.679      | 0,1%                                                               | 6.426                                                     |
| Europa Ocidental | Itália                 | 58.147.733     | 0,2%                                                               | 116.295                                                   |
| Caribe           | Jamaica                | 2.780.132      | 0,3%                                                               | 8.340                                                     |
| Ásia Oriental    | Japão                  | 127.433.494    | 69%                                                                | 87.702.069 -                                              |
| Ásia Central     | Cazaquistão            | 15.284.929     | 0,55%                                                              | 84.067                                                    |
| Ásia Oriental    | Coreia do Norte        | 23.301.725     | 4,5% (aprox.)                                                      | 10.000 - 15.029.613                                       |
| Ásia Oriental    | Coreia do Sul          | 49.044.790     | 22,8% - 38%                                                        | 11.427.436 - 18.572.500                                   |
| Ásia Central     | Quirguistão            | 5.284.149      | 0,35%                                                              | 18.495                                                    |
| Oriente Médio    | Kuwait                 | 2.505.559      | 4%                                                                 | 100.222                                                   |
| Sudeste Asiático | Laos                   | 6.521.998      | 67% - 98%                                                          | 4.369.739 - 6.391.558                                     |
| Europa Oriental  | Letônia                | 2.259.810      | 0,004%                                                             | 90                                                        |
| Oriente Médio    | Líbano                 | 3.925.502      | 0,1%                                                               | 3.926                                                     |
| África Austral   | Lesoto                 | 2.125.262      | 0,1% (aprox.)                                                      | 2.125                                                     |
| África Ocidental | Libéria                | 3.195,931      | 0,1%                                                               | 3.196                                                     |
| Norte da África  | Líbia                  | 6.036.914      | 0,3%                                                               | 18.120                                                    |
| Europa Ocidental | Liechtenstein          | 34.247         | 0,22%                                                              | 75                                                        |
| Ásia Oriental    | Macau                  | 456.989        | 17% - 50% - 85%                                                    | 77.688 - 228.495 - 388.441                                |
| África Oriental  | Madagascar             | 19.448.815     | 0,1%                                                               | 19.449                                                    |
| Sudeste Asiático | Malásia                | 24.821.286     | 22%                                                                | 5.460.683                                                 |
| Sul da Ásia      | Maldivas               | 369.031        | 0,45%                                                              | 1.661                                                     |
| África Oriental  | Maurício               | 1.250.882      | 2,5%                                                               | 31.272                                                    |
| América do Norte | México                 | 108.700.891    | 0,1% (aprox.)                                                      | 108.701                                                   |
| Ásia Central     | Mongólia               | 2.951.786      | 50% - 94%                                                          | 1.475.893 - 2.774.679                                     |
| África Austral   | Namíbia                | 2.055.080      | 0,1%                                                               | 2.055                                                     |
| Sul da Ásia      | Nepal                  | 28.901.790     | 11% - 21%                                                          | 3.179.197 - 6.159.510                                     |
| Europa Ocidental | Países Baixos          | 16.570.613     | 0,105% - 1%                                                        | 17.399 - 165.706                                          |
| Caribe           | Antilhas Holandesas    | 223.652        | 0,7% (aprox.)                                                      | 1.566                                                     |
| Oceania          | Nova Caledônia         | 221.943        | 3%                                                                 | 6.657                                                     |
| Oceania          | Nova Zelândia          | 4.115.771      | 1,2%                                                               | 49.389                                                    |
| América Central  | Nicarágua              | 5.675.356      | 0,1%                                                               | 5.675                                                     |
| Europa Ocidental | Noruega                | 4.627.926      | 0,42%                                                              | 19.437                                                    |
| Oriente Médio    | Omã                    | 3.204.897      | 1%                                                                 | 32.049                                                    |
| Sul da Ásia      | Paquistão              | 164.741.924    | 0,1%                                                               | 164.742                                                   |
| América Central  | Panamá                 | 3.242.173      | 2,1%                                                               | 68.086                                                    |
| Oceania          | Papua Nova Guiné       | 5.795.887      | 0,3%                                                               | 17.388                                                    |
| América do Sul   | Paraguai               | 6,669,086      | 0.5%                                                               | 33,345                                                    |
| América do Sul   | Peru                   | 28,674,757     | 0.31%                                                              | 88,892                                                    |
| Sudeste Asiático | Filipinas              | 91.077.287     | 3%                                                                 | 2.759.490                                                 |
| Europa Ocidental | Portugal               | 10.642.836     | 0,18%                                                              | 20.000                                                    |
| Europa Central   | Polônia                | 38.518.241     | 0,1%                                                               | 38.518                                                    |
| Caribe           | Porto Rico             | 3.944.259      | 0,03%                                                              | 1.183                                                     |
| Oriente Médio    | Qatar                  | 907.229        | 5% (aprox.)                                                        | 45.361                                                    |
| África Oriental  | Reunião                | 784.000        | 1%                                                                 | 7.840                                                     |
| Europa Oriental  | Romênia                | 22.276.056     | 0,01% (aprox.)                                                     | 2.228                                                     |
| Europa Oriental  | Rússia                 | 141.377.752    | 0,75% - 1,1% - 1,45%                                               | 1.060.333 - 1.555.155 - 2.049.977                         |
| Oriente Médio    | Arábia Saudita         | 27.601.038     | 1,5%                                                               | 414.016                                                   |
| África Ocidental | Senegal                | 12.521.851     | 0,01%                                                              | 1.252                                                     |
| Balcãs           | Sérvia                 | 10.150.265     | 0,01% (aprox.)                                                     | 1.015                                                     |
| África Oriental  | Seychelles             | 81.895         | 1%                                                                 | 819                                                       |
| Sudeste Asiático | Singapura              | 4.553.009      | 42,5% 51% - 61,1%                                                  | 1.935.029 - 2.322.035 - 2.781.888                         |
| Europa Central   | Eslováquia             | 5.447.502      | 0,1%                                                               | 5.447                                                     |
| Europa Central   | Eslovênia              | 2.009.245      | 0,075% (aprox.)                                                    | 1.500                                                     |
| Europa Ocidental | Espanha                | 40.448.191     | 0,025% - 0,5% - 0,75%                                              | 10.112 - 200.000 - 300.000                                |
| África Austral   | África do Sul          | 43.997.828     | 0,1%                                                               | 43.998                                                    |
| Sul da Ásia      | Sri Lanka              | 20.926.315     | 70%                                                                | 14.648.421                                                |
| América do Sul   | Suriname               | 470.784        | 1%                                                                 | 4.708                                                     |
| Europa Ocidental | Suécia                 | 9.031.088      | 0,2%                                                               | 18.062                                                    |
| Europa Ocidental | Suíça                  | 7.554.661      | 0,29%                                                              | 21.909                                                    |
| Ásia Oriental    | Taiwan                 | 22.858.872     | 35% - 75% - 93%                                                    | 8.000.605 - 17.144.154 - 21.530.358                       |
| Ásia Central     | Tadjiquistão           | 7.076.598      | 0,1%                                                               | 7.076                                                     |
| África Oriental  | Tanzânia               | 39.384.223     | 0,1%                                                               | 39.384                                                    |
| Sudeste Asiático | Tailândia              | 65.068.149     | 95%                                                                | 61.814.742                                                |
| Caribe           | Trinidad e Tobago      | 1.056.608      | 0,7%                                                               | 7.396                                                     |
| Oriente Médio    | Turquia                | 71.158.647     | 0,1%                                                               | 71.159                                                    |
| Ásia Central     | Turcomenistão          | 5.097.028      | 0,1%                                                               | 50.970                                                    |
| Europa Oriental  | Ucrânia                | 46.299.862     | 0,1% (aprox.)                                                      | 46.300                                                    |
| Oriente Médio    | Emirados Árabes Unidos | 4.444.011      | 5%                                                                 | 222.201                                                   |
| Europa Ocidental | Reino Unido            | 60.776.238     | 0,3%                                                               | 152.000                                                   |
| América do Norte | Estados Unidos         | 301.139.947    | 0,7%                                                               | 1.505.700 - 6.022.799                                     |
| América do Sul   | Uruguai                | 3.460.607      | 0,1%                                                               | 3.461                                                     |
| Ásia Central     | Uzbequistão            | 27.780.059     | 0,2%                                                               | 55.560                                                    |
| Oceania          | Vanuatu                | 211.971        | 1%                                                                 | 2.120                                                     |
| América do Sul   | Venezuela              | 26.023.528     | 0,2%                                                               | 52.047                                                    |
| Sudeste Asiático | Vietnã                 | 85.262.356     | 16% - >50% - 85% (aprox.)                                          | 13.641.977 - >42.631.178 - 72.473.003                     |
| África Austral   | Zimbábue               | 12.311.143     | 0,1%                                                               | 37                                                        |
| Total            | Total                  | 6.679.252.040  | 7,342% – 10,356% - 28,775% (dependendo da extensão do sincretismo) | 489.807.761 - 690.847.214 - 1.921.989.641                 |

## Por região
| Região           | População total | Budistas | % de budistas | % do total de budistas |
| ---------------- | --------------- | -------- | ------------- | ---------------------- |
| África Central   | 88.166.923      | 0        | 0%            | 0%                     |
| África Oriental  | 202.711.873     | 40.454   | 0,019%        |                        |
| Norte da África  | 211.584.604     | 0        | 0%            | 0%                     |
| África Austral   | 143.871.660     | 77.127   | 0,035%        |                        |
| África Ocidental | 280.965.354     | 40.000   | 0%            | 0%                     |
| Total            | 927.300.414     | 157.581  | 0,012%        |                        |

| Região           | População total | Budistas                    | % de budistas     | % do total de budistas |
| ---------------- | --------------- | --------------------------- | ----------------- | ---------------------- |
| Ásia Central     | 95.398.532      | 2.879.280                   | 3,018%            |                        |
| Ásia Oriental    | 1.585.083.298   | 467.848.179 - 1.397.268.963 | 29,515% - 88,151% |                        |
| Oriente Médio    | 285.194.911     | 585.025                     | 0,205%            |                        |
| Sul da Ásia      | 1.491.019.011   | 38.997.284                  | 2,615%            |                        |
| Sudeste Asiático | 592.738.430     | 214.723.860                 | 36,226%           |                        |
| Total            | 4.049.434.182   | 726.336.585 - 1.655.757.369 | 17,936% - 40,888% |                        |

| Região           | População total | Budistas   | % de budistas | % do total de budistas |
| ---------------- | --------------- | ---------- | ------------- | ---------------------- |
| Balcãs           | 67.379.383      | 101.070    | 0,15%         |                        |
| Europa Central   | 77.052.660      | 2.912.591  | 3,78%         |                        |
| Europa Oriental  | 212.144.987     | 387.165    | 1,825%        |                        |
| Europa Ocidental | 389.933.160     | 20.666.457 | 5,3%          |                        |
| Total            | 746.510.190     | 24.067.283 | 3,223%        |                        |

| Região           | População total | Budistas  | % de budistas | % do total de budistas |
| ---------------- | --------------- | --------- | ------------- | ---------------------- |
| Caribe           | 24.683.536      | 43.498    | 0,176%        |                        |
| América Central  | 44.030.092      | 152.228   | 0,345%        |                        |
| América do Norte | 462.382.674     | 7.241.845 | 1,566%        |                        |
| América do Sul   | 384.863.028     | 499.020   | 0,129%        |                        |
| Total            | 915.959.330     | 7.936.420 | 0,866%        |                        |

| Região  | População total | Budistas | % de budistas | % do total de budistas |
| ------- | --------------- | -------- | ------------- | ---------------------- |
| Oceania | 32.021.885      | 542.920  | 1,695%        |                        |